# Pachyporospora laubieri
Pachyporospora laubieri is een soort in de taxonomische indeling van de Myzozoa, een stam van microscopische parasitaire dieren. Het organisme komt uit het geslacht Pachyporospora en behoort tot de familie Porosporidae. Pachyporospora laubieri werd in 1961 ontdekt door Theodorides.